# Wybory parlamentarne w Szwecji w 1982 roku

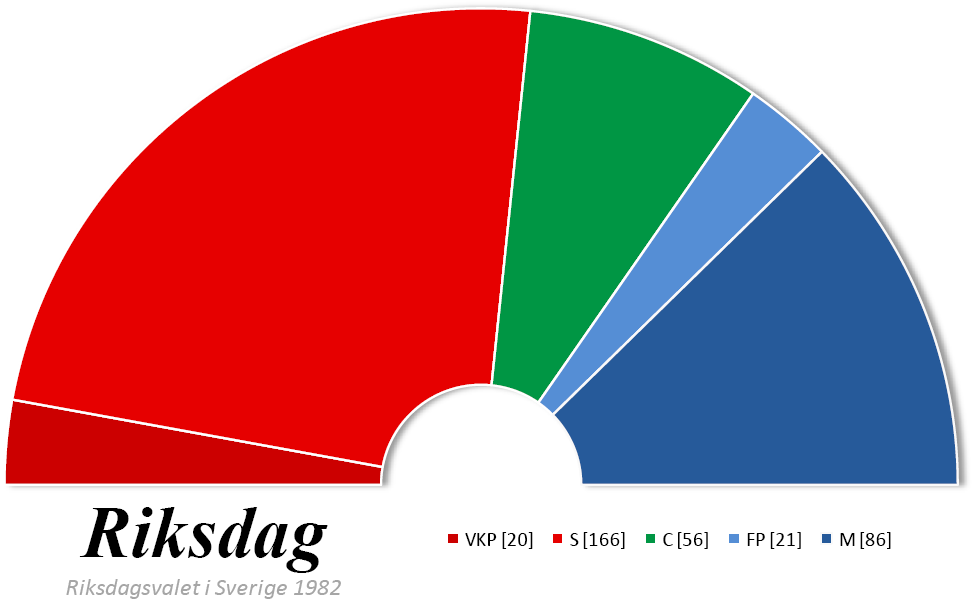
skład Rigsdagu po wyborach

Wybory parlamentarne w Szwecji odbyły się 19 września 1982. Wygrali je socjaldemokraci pod przywództwem Olofa Palmego. W wyborach tych po raz pierwszy wzięła udział powstała na fali referendum w sprawie korzystania przez Szwecję z energii atomowej partia Zielonych.
Frekwencja wyborcza wyniosła 91,4%. Oddano 5 554 602 głosów ważnych oraz 52 001 (0,9%) głosów pustych lub nieważnych.

## Wyniki wyborów
| Lista                                          | Liczba głosów | % głosów | +/- % | Liczba mandatów | +/- |
| ---------------------------------------------- | ------------- | -------- | ----- | --------------- | --- |
| Szwedzka Socjaldemokratyczna Partia Robotnicza | 2 533 250     | 45,6     | +2,4  | 166             | +12 |
| Umiarkowana Partia Koalicyjna                  | 1 313 337     | 23,6     | +3,3  | 86              | +13 |
| Partia Centrum                                 | 859 618       | 15,5     | -2,6  | 56              | -8  |
| Ludowa Partia Liberałów                        | 327 770       | 5,9      | -4,7  | 21              | -17 |
| Partia Lewicy – Komuniści                      | 308 899       | 5,6      | ±0    | 20              | ±0  |
| Chrześcijańscy Demokraci                       | 103 820       | 1,9      | +0,5  | 0               | ±0  |
| Zieloni                                        | 91 787        | 1,7      |       | 0               |     |
| inni                                           | 16 121        | 0,3      |       | 0               |     |
| Razem                                          | 5 448 638     | 100      |       | 349             |     |